# Ciudad Serdán
Ciudad Serdán, con anterioridad y aún popularmente conocida como San Andrés Chalchicomula, es una ciudad del estado mexicano de Puebla. Es cabecera del municipio de Chalchicomula de Sesma.

## Clima
Su territorio tiene valles, llanuras y montaña. La variedad vegetal es muy amplia, formada por arbustos, nopales, hierbas, algas, hongos, helechos, musgos y diversos frutos ya que la tierra es muy fértil y en las montañas el clima es frío y en los valles es templado. El Citlaltépetl es la elevación más importante y la principal zona boscosa, además de tener una pradera de alta montaña y nieves perpetuas.
En las regiones altas las bajas temperaturas llegan a los cero grados centígrados en los meses de septiembre y diciembre las heladas negras son las que se encargan de que los cultivos de la región perezcan las épocas de lluvia son en los meses de mayo, junio, julio y agosto. 

### Economía
La mayor parte de la población se dedica al comercio (Véase tabla de Unidades Económicas) o la agricultura, esta última a sufrido diferentes afectaciones debido al cambio climático y valor del producto en el mercado local, ya que de los 28 cultivos que se realizaban en los años 40, actualmente predominan 6. Donde el maíz es el principal agroproducto que se cultiva por los productores, debido a la adaptación que éste ha tenido durante dicho cambio climático.
| 6,350 | Unidades Económica |
| ----- | ------------------ |
| 97.6% | Microempresas      |
| 1.7%  | Pequeñas           |
| 0.5%  | Medianas           |
| 0.1%  | Grandes            |

### Población
De acuerdo con INEGI en el último censo realizado en el 2020, la población corresponde a:
| Mujeres | Hombre | Total de la población |
| ------- | ------ | --------------------- |
| 24,622  | 22,788 | 47,410                |

| Parámetros climáticos promedio de Ciudad Serdán, Puebla | Parámetros climáticos promedio de Ciudad Serdán, Puebla | Parámetros climáticos promedio de Ciudad Serdán, Puebla | Parámetros climáticos promedio de Ciudad Serdán, Puebla | Parámetros climáticos promedio de Ciudad Serdán, Puebla | Parámetros climáticos promedio de Ciudad Serdán, Puebla | Parámetros climáticos promedio de Ciudad Serdán, Puebla | Parámetros climáticos promedio de Ciudad Serdán, Puebla | Parámetros climáticos promedio de Ciudad Serdán, Puebla | Parámetros climáticos promedio de Ciudad Serdán, Puebla | Parámetros climáticos promedio de Ciudad Serdán, Puebla | Parámetros climáticos promedio de Ciudad Serdán, Puebla | Parámetros climáticos promedio de Ciudad Serdán, Puebla | Parámetros climáticos promedio de Ciudad Serdán, Puebla |
| Mes                                                     | Ene.                                                    | Feb.                                                    | Mar.                                                    | Abr.                                                    | May.                                                    | Jun.                                                    | Jul.                                                    | Ago.                                                    | Sep.                                                    | Oct.                                                    | Nov.                                                    | Dic.                                                    | Anual                                                   |
| ------------------------------------------------------- | ------------------------------------------------------- | ------------------------------------------------------- | ------------------------------------------------------- | ------------------------------------------------------- | ------------------------------------------------------- | ------------------------------------------------------- | ------------------------------------------------------- | ------------------------------------------------------- | ------------------------------------------------------- | ------------------------------------------------------- | ------------------------------------------------------- | ------------------------------------------------------- | ------------------------------------------------------- |
| Temp. máx. abs. (°C)                                    | 34.0                                                    | 34.0                                                    | 36.0                                                    | 36.0                                                    | 37.0                                                    | 33.0                                                    | 36.0                                                    | 33.0                                                    | 32.0                                                    | 33.0                                                    | 33.0                                                    | 31.0                                                    | 37.0                                                    |
| Temp. máx. media (°C)                                   | 20.0                                                    | 21.1                                                    | 23.9                                                    | 25.5                                                    | 25.7                                                    | 23.7                                                    | 23.1                                                    | 23.0                                                    | 22.1                                                    | 22.0                                                    | 21.1                                                    | 20.1                                                    | 22.6                                                    |
| Temp. media (°C)                                        | 11.2                                                    | 12.7                                                    | 15.0                                                    | 16.1                                                    | 16.4                                                    | 15.2                                                    | 14.8                                                    | 14.7                                                    | 14.1                                                    | 13.6                                                    | 12.4                                                    | 11.1                                                    | 13.9                                                    |
| Temp. mín. media (°C)                                   | 2.5                                                     | 4.2                                                     | 6.1                                                     | 6.7                                                     | 7.1                                                     | 6.6                                                     | 6.5                                                     | 6.4                                                     | 6.2                                                     | 5.1                                                     | 3.6                                                     | 2.1                                                     | 5.3                                                     |
| Temp. mín. abs. (°C)                                    | -9.0                                                    | -9.0                                                    | -3.0                                                    | -1.0                                                    | -4.0                                                    | 2.0                                                     | 2.0                                                     | 1.0                                                     | -2.0                                                    | -8.0                                                    | -8.0                                                    | -8.0                                                    | -9.0                                                    |
| Precipitación total (mm)                                | 9.5                                                     | 10.2                                                    | 16.0                                                    | 46.0                                                    | 103.3                                                   | 150.2                                                   | 127.5                                                   | 113.1                                                   | 143.6                                                   | 44.9                                                    | 11.1                                                    | 5.6                                                     | 781.0                                                   |
| Días de precipitaciones (≥ 1 mm)                        | 1.2                                                     | 1.3                                                     | 2.3                                                     | 6.1                                                     | 11.3                                                    | 15.4                                                    | 15.5                                                    | 14.0                                                    | 16.0                                                    | 6.0                                                     | 1.9                                                     | 1.0                                                     | 92.0                                                    |
| Fuente: Servicio Meteorológico Nacional                 |                                                         |                                                         |                                                         |                                                         |                                                         |                                                         |                                                         |                                                         |                                                         |                                                         |                                                         |                                                         |                                                         |

## Historia
Los más antiguos pobladores fueron los chichimeco-tlaxcaltecas, que apenas formaban una humilde congregación de indígenas en el área. El auge vino después de la conquista española. Durante la etapa virreinal tuvo alguna importancia como granero y estación de tránsito en el camino real de Veracruz a México y a Puebla, donde las diligencias y arrias que lo transitaban hacían relevos de los animales para continuar el tardado viaje.
De acuerdo con el documento del Archivo General de la Nación el documento que lleva por título San Andrés Chalchicomula  (hoy Ciudad Serdán) redactado en el año de 1960 en el IV centenario de su fundación, donde se menciona qué no se tiene dato exacto de la fundación de la localidad, ya que desde que se tienen los primeros registros ya se encontraban asentamientos por lo cual, dicho documento cita textualmente:
"No existe precisamente un acto de fundación, con testimonio documental que así lo señale. Se ha considerado como iniciación de  su vida demográfica el auto que el Virrey Don Luis de Velasco (el Viejo) expidió en México  el 17 de octubre de 1560, concediendo a los naturales del valle llamado "Tlazcantla e  Chalchicomula Itliemtla y Quecalapa" los derechos de aprovechar esas tierras para cementeras, limitando la expansión de las muchas estancias de ganado dadas a los españoles en los términos del pueblo de Tecamachalco, en cuya jurisdicción ubicaba el mencionado valle.
Este acto así concedido debió permitir nueva vida a esa población, si es que ya existía antes de la conquista española, permitir su nacimiento bajo el régimen virreinal.
Dicho documento, hace mención que su vecindario se conformaba por: 
| Cantidad | Poblaciòn             |
| -------- | --------------------- |
| 248      | Familias de españoles |
| 64       | Mestizos              |
| 34       | Mulatos               |
| 345      | Indios                |

Publicamos esa concesión como documento que amparó la vida de San Andrés Chalchicomula, quizás su fundación."
"El 31 de agosto de 1910 dispuso la Legislatura poblana cambiarle el nombre por el de Chalchicomula de Sesma, en honor a los insurgentes Antonio y Ramon Sesma, quienes Militaron en las fuerzas de Morelos habían nacido en esa población. Y el 23 de agosto de 1934 se le dio el nombre de Ciudad Serdan, en recuerdo de los hermanos Aquiles y Máximo Serdán, iniciadores del movimiento revolucionario de 1910."
Fue alcaldía mayor de Tepeaca y residía ahí el teniente del alcalde mayor. Hubo también una receptoría de alcabalas y pulques, fielato de tabacos y residía regularmente un visitador con su resguardo de la renta del tabaco para evitar los contrabandos. Los indígenas fueron gobernados por su ayuntamiento y gobierno propios. Los españoles que radicaban contribuían con dos compañías para el Regimiento de Infantería que formaban parte de las Milicias de Córdova. En lo eclesiástico fue parroquia y vicaría foránea. En la independencia San Andrés sufrió sitios, asaltos y saqueos. Fue cuartel de operaciones de algunas tropas de Morelos. Conquistada la autonomía nacional continuo dependiendo del departamento de Tepeaca como cabecera de un partido que llevaba su nombre. Pero en 1850 pasó al distrito de Tehuacán y al finalizar el siglo XIX era ya cabecera de un distrito con una población de 13 000 habitantes, pero en 1890 se había reducido a 9000 hab., continuando la merma en 1900 a 7346 hab. y en 1930 a 6538 hab.. Se le dio el nombre de Ciudad Serdán, en memoria de Aquiles Serdán, por un decreto de la legislatura de Puebla. 
Sus antecedentes históricos son importantes, así como la significativa economía regional que permitió que la cabecera municipal fuera en su tiempo un centro distinguido de comunicación, comercio, finanzas, cultura y sociedad, entre los que sobresalen:
- Presencia de Quetzalcóatl
- Explotación de la riqueza forestal
- Participación en la Guerra de Independencia Nacional
- Producción agropecuaria
- La explosión de la Colecturía de los diezmos

Esta ciudad fue azotada por el Terremoto de Orizaba, dejando cientos de muertos y miles de viviendas dañadas y destruidas, ciudad azotada por el Terremoto más fuerte registrado en México.
Al ser un punto de paso entre las ciudades de México y Puebla y el puerto de Veracruz, gran cantidad de extranjeros se avecindaron en esta ciudad dedicándose a actividades comerciales, agrícolas e industriales durante el siglo XIX. Entre ellos se encuentra la familia Martínez Álvarez Rul quienes se destacaron en todas las actividades de la vida económica y social de puebla; los archivos que lo demuestran se encuentran en la denominada Casa de la Magnolia, antigua habitación del linaje.

#### Zonas arqueológicas y monumentos históricos[12]
- Parroquia de Jesús de las Tres Caídas construida en 1600
- Presidencia municipal fue casa virreinal (1730)
- Kiosco
- Portal Jiménez de la Cueva (1795)
- Casa de los Sesmas (1780)
- Casa de la Magnolia (1820)
- Casa de Díaz Ordaz
- Casa Macón  (1862)
- Colecturía (1750)
- Teatro Manuel M. Flores
- Fuente del parque que pertenece a la época virreinal
- Casco de Hacienda Virreinal Santa Ana
- Pieza de juego de pelota resguardada en el Centro Escolar Presidente Francisco I. Madero y localizada en la comunidad de San Francisco Cuatlancingo

## Obras de arte
- Pintura mural al óleo en el interior de la capilla del Sagrado Corazón de Jesús que representa al Vía Crucis.
- La obra de Agustín de la Cueva, La Epopeya del Alcazar de Toledo, en Poesía destaca Romances, A una Nube, y Preludio de Manuel M. Flores, en música El Colibrí de Aurelio Vanegas.
- En música se localiza en el teatro Manuel M. Flores una banda de alientos actualmente llamada "CECAMBA" conformada por pequeños, que interpreta temas musicales mexicanos como la obra del muy famoso compositor mexicano Arturo Márquez llamada "Danzón nº 2" o también del compositor Juan Pablo de Moncayo con "Huapango".

## Fiestas populares, tradiciones y costumbres
- La fiesta regional de Padre Jesús de las tres caídas, cuya celebración empieza el 16 de agosto con el inicio de las serenatas en el atrio de la Parroquia de San Andrés (Cd. Serdán), posteriormente, el último domingo de mes se realiza la procesión nocturna, donde la imagen de Padre Jesús sale a recorrer las calles durante toda la noche, el recorrido tiene un aproximado de 3.5 kilómetros los que recorre la imagen de Padre Jesús durante la procesión de cada agosto, camino que dura 8 horas, dichas calles son adornadas con alfombras, focos, arreglos florales y se acompaña a la imagen con cohetes. Al frente de esta procesión bailan los negritos, un grupo de danzantes oriundos de la junta Auxiliar de la Gloria. Cuando la imagen llega a la parroquia por la mañana, se celebra la misa y con esta concluye el principal evento religioso de la fiesta.

- De forma más informal, el último fin de semana del mes de agosto se presenta una exposición ganadera y agrícola en el recinto conocido como "los conos" (a un lado del cementerio) donde productores de diferentes partes de la región llevan lo mejor de su ganado; Mientras que en el recinto ferial se exponen los trabajos de las diferentes escuelas, empresas y algunos grupos independientes.

- La Semana Santa se celebra solemnemente con una procesión donde es llevada la imagen de Padre Jesús a uno de los cerros de la localidad, en cuya cima se hace reflexión sobre las siete palabras que Jesús pronunció en la cruz antes de morir.

- La procesión de espiga: donde el "santísimo" sale a alguna de las localidades vecinas durante la noche, llegando a dicha localidad se celebra la misa y posteriormente la gente del pueblo ofrece comida y transporte a las personas que acompañaron a la feria.

## Turismo
[¿cuándo?] La región está empezando a desarrollar opciones de turismo relacionadas principalmente con el alpinismo y la práctica de deportes extremos como el downhill y el motocross enduro.
[¿cuándo?] se inauguró el primer parque ecoturístico de la región llamado Volcanic Park, ubicado a 15 minutos de la ciudad.

## Personas destacadas
- Gustavo Díaz Ordaz Bolaños, presidente de los Estados Unidos Mexicanos (1911-1979)
- Antonio Sesma Alencastre, insurgente. (1786-1823)[13]
- Ramón Sesma y Sesma, insurgente. (1796-1839)
- José María Castillero, poeta. (1790)
- Mariano Castillero, firmó la Constitución de 1824. (1790-1844)
- Manuel M. Flores, poeta. (1837-1885)
- Carlos B. Zetina, industrial, político. (1864-1927)
- Antonio Jiménez de las Cuevas, sacerdote. (1776-1829)
- Luis Altamirano y Bulnes, arzobispo. (1887-1970)
- Basilio Bulnes, diplomático.
- Rafael Alducin, fundador del diario Excélsior introdujo el día de la madre en México. (1889-1924)
- Julio Delgado Corona, abogado. (1888-1940)
- Guillermo Tritschler y Córdova
- Martin Tritschler y Córdova
- Martin Tritschler
- Gustavo Bretón de Ita, historiador
- Alberto Vinicio Báez, científico mexicano, contribuyó al desarrollo del microscopio de rayos X para examinar células vivas.
- Jesús Arriaga conocido como Chucho el roto, legendario bandido mexicano. Cd. Serdan fue una de las regiones que solía usar como su escondite usando túneles inter-conectados en esta región.